# ガリウム
ガリウム (英: gallium [ˈɡæliəm]) は原子番号31の元素で、元素記号は Ga である。ホウ素、アルミニウムなどと同じ第13族元素に属する。

## 名称
命名には2つの説がある。一つは、ガリウムの発見者であるボアボードランがこの新しい元素を母国フランスのラテン名「ガリア (Gallia)」にちなんでガリウムと命名したとする説、もう一つはボアボードランのミドルネームである “Lecoq” から関連付けて、フランス語で雄鶏を意味する “le coq” のラテン語である gallus から付けられたとする説である。ただし、後者は1877年に本人によって否定されている。

## 歴史

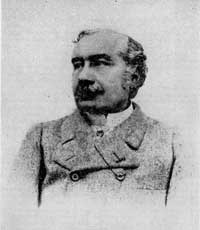
ガリウムを発見したポール・エミール・ルコック・デ・ボアボードラン

ドミトリ・メンデレーエフが1870年に周期表を発表した際、「エカ＝アルミニウム (eka-alminium)」として予言した元素である。メンデレーエフはこの元素の原子量や比重などを予測した。
1875年にポール・ボアボードランがピレネー山脈産の閃亜鉛鉱を分光法によって分析した際、特徴的な2本の紫色の光線として発見した。また、同年ボアボードランは溶融させた水酸化カリウムに水酸化ガリウム(III) を加えて溶融塩電解することによって金属ガリウムを得ることに成功している。メンデレーエフの予測した密度の理論値5.9は、実測値である5.94と非常に一致しているなど、予測された多くの物性は非常に密接に実測値と一致していた。この「エカ＝アルミニウム」の予測物性と「ガリウム」の実測物性の近似は、当時評価を受けていなかったメンデレーエフの周期表が注目を浴びるきっかけとなった。

## 性質
圧力、温度によっていくつかの安定な結晶構造がある。常温、常圧では斜方晶系が安定（比重 5.9）で、青みがかった金属光沢がある金属結晶である。融点は 29.8 °C と低いが、一方、沸点は 2403 °C（異なる実験値あり）と非常に高い。酸にもアルカリにも溶ける両性である。価電子は3個 (4s, 4p) だが、3d軌道も比較的浅いところにある。
また、水と同じように、液体の方が固体よりも体積が小さい異常液体である。ガリウムは固体から液体になると、その体積が約3.4%減少する。そのため金属のガリウムをガラス容器に保管すると相転移に伴う体積変化によって容器が破損するため、通常はポリ容器に保管される。
単体のガリウムは自然では産出しないが、溶解製錬によって簡単に得ることができる。高純度の金属ガリウムは光沢のある銀色であり、固体金属の断面はガラスに似た貝殻状断面となる。また、鉱酸によって徐々に溶解する。金属ガリウムは非常に柔らかく、モース硬度は1.5である。液体から固体へと相転移する際に体積が3.2%増加する。これは、固体状態において分子間結合を形成する物質の典型的な現象である。そのため、金属やガラス容器での保管はガリウムの固化による容器破損を防ぐために避けられる。ガリウムのように液体の方が固体よりも高密度な材料は、ケイ素、ゲルマニウム、ビスマスおよび水のような限られたもののみである。
ガリウムは固体状態では反磁性であるが、液体状態では常磁性となり、40 °C における磁化率は χm = 2.4×10−6 である。
ガリウムは、ほとんどの他の金属について金属格子に拡散して侵食する。例えば、ガリウムはアルミニウム-亜鉛合金や鋼鉄の粒界に侵食することで、それらを脆化させる。また、金属ガリウムは他の金属と容易に合金化し、その代表的なものとして磁歪材料や制振材料に用いられる鉄ガリウム合金 (FeGa) がある。
融点は 302.9146 K (29.7646 °C) と室温に近く、人の手の上で融解する。ガリウムは過冷却となる傾向が非常に強いため、種結晶の添加による結晶化の促進を行わなければ融点以下の温度においても結晶化しにくい。液体のガリウムは毒性は強くなく予防措置の必要性は少ないものの、水銀と違ってガラスや金属、あるいは皮膚に対する濡れ性が強いため、機械的に取扱いが難しい。

### 構造

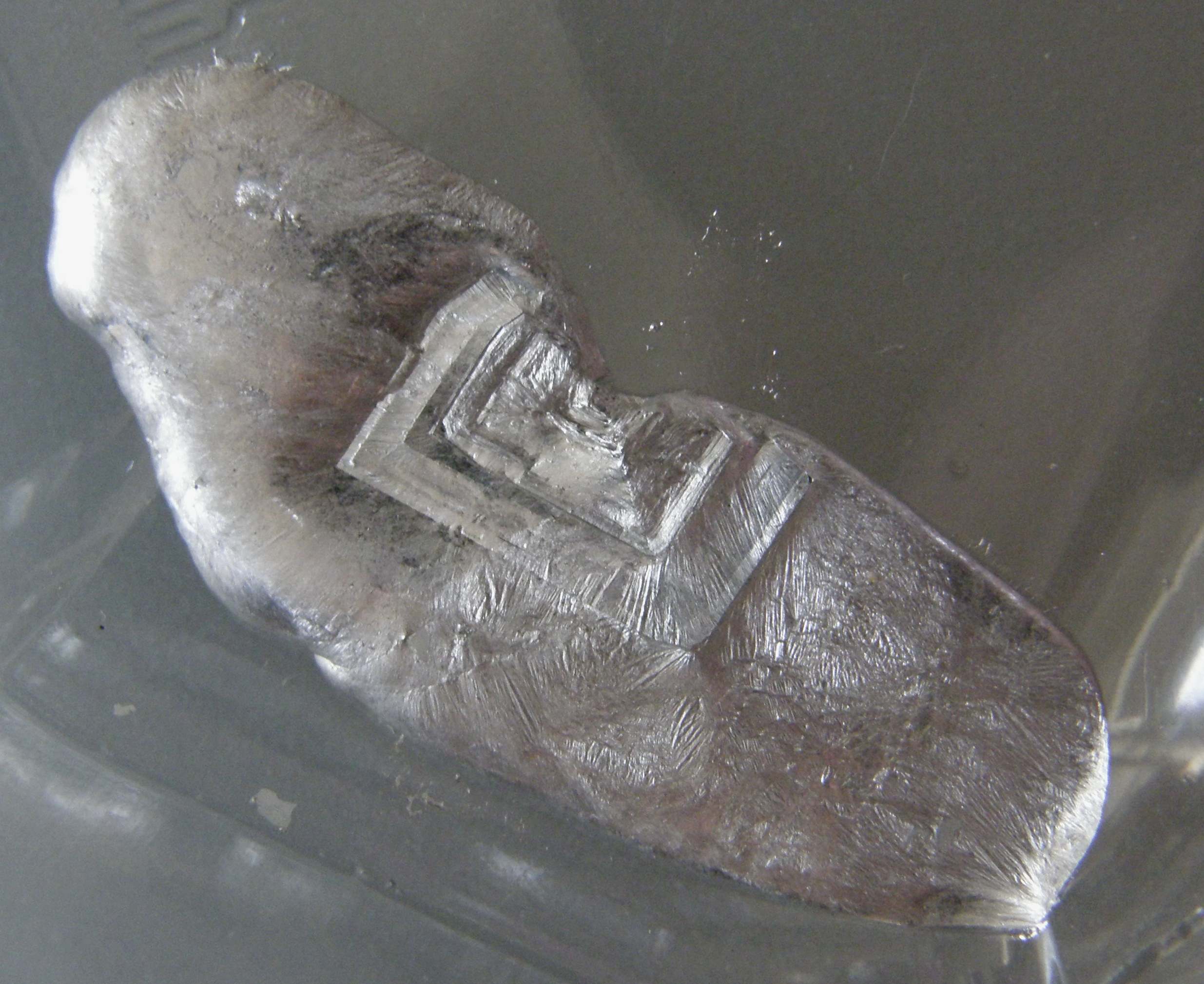
溶融ガリウムの凝固による結晶生成

ガリウムは他の金属のような単純な結晶構造の形では結晶化せず、常圧状態において異なる条件下で形成される四つの既知の多形であるα、β、γ、δ-ガリウムと、高圧状態において形成される Ga-II、Ga-III、Ga-IV が存在する。通常の状態下において安定した状態は単位格子に八つの原子を含む斜方晶系であるα-ガリウムが形成する。α-ガリウムは、最も近い原子同士の距離は 244 pm、六つの隣接する原子とはさらに 39 pm 離れている。このような対称性の低い不安定な構造であることは、ガリウムの融点の低さの原因となっていると考えられている。最も近い隣接した原子間の結合は共有結合的な性質を持っており、そのため Ga2 二量体は結晶の基礎的要素として見られ、共有結合した二量体がそれぞれ金属結合している構造を取る。これも、ガリウムが同族元素であるアルミニウムやインジウムと比較して著しく融点が低いことの説明とされる。この二量体のガリウムは液体状態においても安定であり、気体状態においても二量体のガリウムを検出することができる。
過冷却状態の液体ガリウムからの結晶化によって、他の結晶形のガリウムを得ることができる。−16.3 °C 以上において単斜晶系のβ-ガリウムが形成され、これはガリウム原子がジグザグに並列した構造を取る。−19.4 °C 以上では三方晶系のδ-ガリウムが形成され、これは12個のガリウム原子が歪んだ形で配列した、α-ホウ素と同様の結晶構造を取る。−35.6 °C では最終的にγ-ガリウムが形成され、これは7個のガリウム原子が環状に配列し、その中央に直鎖型に配列したガリウム原子が相互に接続するような斜方晶系を取る。
室温、高圧の状態においても他の結晶形のガリウムを得ることができる。詳しくは下に記した表の中にある「生成方法」項目を参照されたい。
| 多形               | α-Ga                                   | β-Ga                                           | γ-Ga                               | δ-Ga                     | Ga-II                                                                                          | Ga-III                                                                                      | Ga-IV                                                                           |
| ------------------ | -------------------------------------- | ---------------------------------------------- | ---------------------------------- | ------------------------ | ---------------------------------------------------------------------------------------------- | ------------------------------------------------------------------------------------------- | ------------------------------------------------------------------------------- |
| 構造               | α-Ga の結晶構造                        | β-Ga の結晶構造                                | γ-Ga の結晶構造                    | δ-Ga の結晶構造          | Ga-II の結晶構造                                                                               | Ga-III の結晶構造                                                                           | Ga-IV の結晶構造                                                                |
| 結晶系の名称       | 斜方晶系                               | 単斜晶系                                       | 斜方晶系                           | 三方晶系                 | 立方晶系                                                                                       | 正方晶系                                                                                    | 立方晶系                                                                        |
| 配位数             | 1+6                                    | 8 (2+2+2+2)                                    | 3, 6–9                             | 6–10                     | 8                                                                                              | 4+8                                                                                         | 12                                                                              |
| 空間群             | Cmca                                   | C2/c                                           | Cmcm                               | R3m                      | I43d                                                                                           | I4/mmm                                                                                      | Fm3m                                                                            |
| 格子定数           | a = 452.0 pm b = 766.3 pm c = 452.6 pm | a = 276.6 pm b = 805.3 pm c = 333.2 pm β = 92° | a = 1060 pm b = 1356 pm c = 519 pm | a = 907.8 pm c = 1702 pm | a = 459.51 pm                                                                                  | a = 280.13 pm c = 445.2 pm                                                                  | a = 408 pm                                                                      |
| 格子あたりの原子数 | 8                                      | 8                                              | 40                                 | 66                       | 12                                                                                             | 3                                                                                           | 4                                                                               |
| 生成方法           | ？                                     | ？                                             | ？                                 | ？                       | 30 kbar 以上の高圧条件下において、各々8個の原子と隣接した立方晶系の安定した Ga-II が得られる。 | 140 kbar 以上の高圧条件下において、インジウムの構造に対応した正方晶系の Ga-III が得られる。 | 1200 kbar 以上の高圧条件下において、面心立方格子の構造を取る Ga-IV が得られる。 |

## 化合物と化学反応
ガリウムの化合物は通常+3の酸化数をとる。ガリウム(I) の化合物も合成されているが、不均化によって直ちにガリウム(III) となる傾向がみられる。ガリウム(II) の化合物は、実際はガリウム(I) とガリウム(III) の混合物である。

### 水溶液中の反応
ガリウムを強酸に溶かすと Ga2(SO4)3 や Ga(NO3)3 のようなガリウム(III) 塩を生成する。ガリウム(III) 塩の水溶液は水和ガリウムイオン [Ga(H2O)6]3+ を含んでいる。水酸化ガリウム(III) Ga(OH)3 はガリウム(III) の水溶液にアンモニアを加えることで得られ、それを 100 °C で乾燥させると水酸化酸化ガリウム(III) GaO(OH) に変化する。
アルカリ金属の水酸化物溶液はガリウムを溶解してガリウム酸イオン Ga(OH)4− を形成する。水酸化ガリウム(III) も両性化合物であり、アルカリに溶解してガリウム酸塩を作る。初期の研究では八面体形の Ga(OH)63- の存在が示唆されたが、後の研究ではこのイオン種を見いだすことはできなかった。

### カルコゲン化物
金属ガリウムは常温で酸化被膜を形成するため空気と水に対して不活性である。しかしより高い温度では空気中の酸素と反応して酸化ガリウム(III) Ga2O3 が生じる。この酸化ガリウム(III)は半導体素子やガスセンサー等に用いられる。また、酸化ガリウム(III)を金属ガリウムとともに真空中で 500 °C から 700 °C で加熱すると、暗褐色の酸化ガリウム(I) Ga2O が得られる。酸化ガリウム(I) は非常に強い還元剤として働き、硫酸を硫化水素にまで還元することができる。酸化ガリウム(I) は 800 °C で不均化を起こし金属ガリウムと酸化ガリウム(III) になる。
硫化ガリウム(III) Ga2S3 は金属ガリウムと硫化水素とを 900 °C で反応させることによって得られ、3つの結晶形を取りうる。金属ガリウムの代わりに水酸化ガリウム(III) Ga(OH)3 と747 °Cで反応させることによっても得られる。
{\displaystyle {\ce {2 Ga(OH)3 + 3 H2S -> Ga2S3 + 6 H2O}}}
アルカリ金属の炭酸塩と酸化ガリウム(III) の混合物に硫化水素を反応させることでチオガリウム酸イオン [Ga2S4]2− が生成する。これらの塩は強酸によって硫化水素を放出しながら分解される。チオガリウム酸の水銀塩 HgGa2S4 は蛍光体として用いられる。
緑色の硫化ガリウム(I) や硫化ガリウム(II) のような低硫化物も生成し、硫化ガリウム(I) は硫化ガリウム(II) を窒素気流化で 1000 °C に加熱することで作られる。
その他の二元化合物には、セレン化ガリウム Ga2Se3 やテルル化ガリウム Ga2Te3 があり、閃亜鉛鉱型構造を取る。これらの化合物は半導体であるが、容易に加水分解するため用途には制限がある。

### ニクトゲン化物

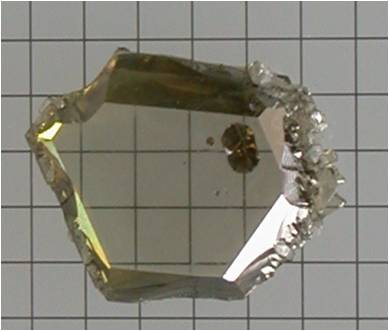
窒化ガリウムの単結晶

ガリウムを 1050 °C でアンモニアと反応させると青色発光ダイオードの素材として知られる窒化ガリウム GaN が得られる。リン、ヒ素、アンチモンとも反応して二元化合物を作り、それぞれリン化ガリウム GaP、ヒ化ガリウム GaAs、アンチモン化ガリウム GaSb を形成する。これらの化合物は硫化亜鉛と同じ閃亜鉛鉱型構造を取り、ヒ化ガリウムは半導体材料として重要であり、リン化ガリウムは発光ダイオードの材料として利用されるなど、重要な半導体特性を有する。リン化ガリウム、ヒ化ガリウム、アンチモン化ガリウムはいずれも金属ガリウムとリン、ヒ素、アンチモンとの直接反応によって合成され、これらは窒化ガリウムよりも高い電気伝導性を示す。リン化ガリウムは酸化ガリウム(I) とリンとの反応によって低温で合成することもできる。
ガリウムは三元窒化物を形成する。
{\displaystyle {\ce {Li3Ga + N2 -> Li3GaN2}}}
Li3GaP2 や Li3GaAs2 などのリンやヒ素による類似した化合物も存在している。これらの化合物は希酸と水によって容易に加水分解される。三元リン化物の代表的な化合物として、圧電素子として利用されるリン酸ガリウム (GaPO4) がある。

### ハロゲン化物
酸化ガリウム(III) はフッ化水素酸やフッ素によってフッ素化されてフッ化ガリウム(III) GaF3 を与える。フッ化ガリウム(III) は水にあまり溶解しないイオン性化合物であるが、フッ化水素酸に対しては3水和物 GaF3•3H2O を形成して溶解する。これを乾燥させると水酸化フッ化ガリウムのn水和物 GaF2OH•nH2O が得られる。この付加物はアンモニアと反応して GaF3•3NH3 となり、これを加熱することで無水物 GaF3 が得られる。
塩化ガリウム(III) は金属ガリウムと塩素ガスの反応によって合成される。塩化ガリウム(III) はフッ化ガリウム(III) とは違い二量体分子 Ga2Cl6 として存在しており、融点は 78 °C である。臭化ガリウム(III) Ga2Br6 およびヨウ化物ガリウム(III) Ga2I6 も同様である。
他の第13族元素のハロゲン化物と同様にガリウム(III) のハロゲン化物はルイス酸であり、ハロゲン化物の受容体と反応して GaX4- アニオン（X はハロゲン）を含むアルカリ金属ハロゲン化物を形成する。それらもまたハロゲン化アルキルと反応してカルボカチオンと GaX4− を生成する。
ハロゲン化ガリウム(III) は高温まで加熱されると金属ガリウムと反応し、それぞれ対応するハロゲン化ガリウム(I) を生成する。例えば、塩化ガリウム(III) と金属ガリウムを反応させることによって塩化ガリウム(I) GaCl が生成する。
{\displaystyle {\ce {2 Ga + GaCl3 -> 3 GaCl (g)}}}
低温では塩化ガリウム(I) は不均化を起こして塩化ガリウム(III) と金属ガリウムとなり平衡は左に寄る。塩化ガリウム(I) は金属ガリウムと塩化水素を 950 °C で反応させることでも作ることができ、それは赤い固体として濃縮できる。
ガリウム(I) 化合物はルイス酸と錯体を作ることで安定化することができる。
{\displaystyle {\ce {GaCl + AlCl3 -> Ga^+[AlCl4]^-}}}
いわゆるハロゲン化ガリウム(II) GaX2 はそれぞれのハロゲン化ガリウム(I) にハロゲン化ガリウム(III) がルイス酸として付加したものであり、Ga+[GaX4]− という構造をしている。
{\displaystyle {\ce {GaCl + GaCl3 -> Ga^+[GaCl4]^-}}}

### 水素化物

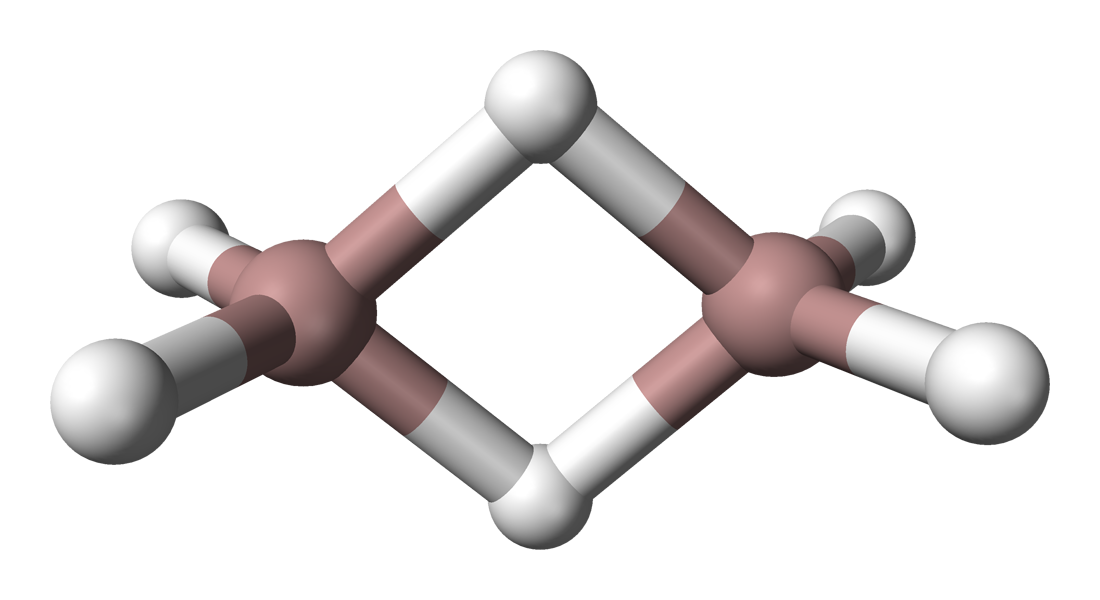
ガランの二量体。ピンクの球は Ga、白は H を表す

アルミニウムと同様ガリウムも水素化物 GaH3 を形成する。水素化ガリウム(III)（ガラン）は無色の液体であり、LiGaH4 と塩化ガリウム(III) を −30 °C で反応させることによって得られる。
{\displaystyle {\ce {3 LiGaH4 + GaCl3 -> 3 LiCl + 4 GaH3}}}
水素化ガリウム(III) はジメチルエーテルを溶媒として合成すると重合体 [GaH3]n として得られ、無溶媒で反応させると二量体の揮発性の分子 Ga2H6 として得られる。その構造はジボランと似ており、二つの水素原子が二つの金属中心を架橋する構造を有し、水素化アルミニウム(III) α-AlH3 が6配位を持つのとは異なっている。
水素化ガリウム(III) は −10 °C 以上では不安定で、金属ガリウムと水素に分解する。

### 有機金属化合物
ガリウムのトリアルキル化合物は同族元素であるアルミニウムのそれと類似した性質を持っているが、トリアルキルアルミニウムが炭素原子の架橋により多量体を形成するのと比較して、トリアルキルガリウムは二量体をも形成しないため非常に不安定である。トリアルキルガリウムの中でも特に重要なものとして、LED照明などに用いられる窒化ガリウムや半導体として重要なヒ化ガリウムの有機金属気相成長法による製造において、ガリウム源として用いられるトリメチルガリウムがある。また、クロロジメチルガリウムなどのジアルキルガリウムにおいては、水溶液中で錯イオンを形成し安定化することが知られている。

## 用途

### 産業

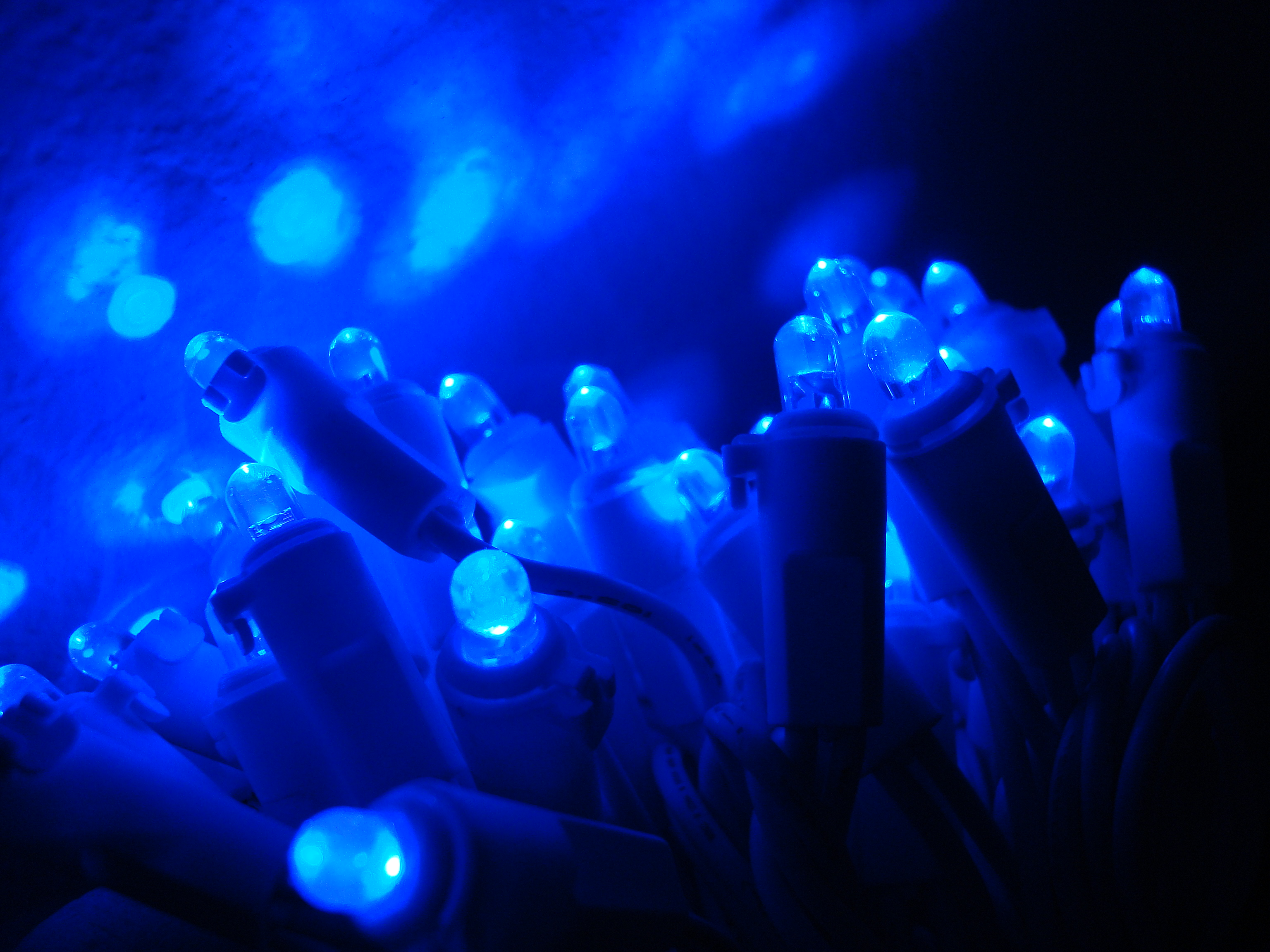
ガリウムを利用した青色発光ダイオード

マイクロ波集積回路や赤色発光ダイオード、半導体レーザーなどに用いられるヒ化ガリウムのようなIII-V族半導体の主要な材料である。窒化ガリウムは中村修二が開発した青色発光ダイオードの材料である。世界市場のガリウムの95%は半導体に使われているが、合金や燃料電池などの新規用途の開発も続けられている。
302.91 K (29.76 °C)～2676 K (2403 °C) と広い温度範囲で液体であるため、液柱温度計に用いられる。水銀と違って低温での蒸気圧が低いことも、温度計への利用に有利である。
融点が低いため、低融点合金にも使われる。ガリウム68.5%、インジウム21.5%およびスズ10%からなる合金はガリンスタンとよばれ、毒性が低く常温で液体（融点−19 °C）であることから液体鏡式望遠鏡の水銀の代替として研究されており、また合金に含まれるインジウムの高速中性子に対する反応断面積の高さを利用して核融合炉の冷却材としても研究されている。また、プルトニウム-ガリウム合金はトリニティ実験で使われた核爆弾および長崎に投下されたファットマンの中心核に用いられ、プルトニウムの結晶構造を安定化させるのに用いられた。

### 生体内での利用
ガリウム(III) イオンは生体内で鉄(III)イオンと同じように振る舞うため、鉄(III) イオンが操作する生体反応に相互に作用して局在化する。この性質を利用して、疾患推定の検査であるシンチグラムにガリウム塩が使われている。またガリウムの生物学的役割は知られていないが、代謝の促進を促すことが示された。

### 娯楽
融点(302.9146 K (29.7646 °C) )が一般的に室温よりも高く、また手指の摩擦熱によって容易に融点まで温度を上げられることから、いわゆる“スプーン曲げ”や“スプーン切断”用のスプーンの製造材料に用いられることがある。

### その他
1990年、国際度量衡局が定めた国際温度目盛 (ITS-90) の定義定点の一つとして、標準気圧 (101,325 Pa) におけるガリウムの融解点である302.9146 K (29.7646 °C) が用いられた。
ガリウムは電子ニュートリノの検出にも利用される。ロシアのバクサンニュートリノ観測所で行われたSAGE実験では，50-57トンもの液体ガリウムを地中深くに格納し、原子核の中性子がニュートリノの反応で陽子になりガリウムがゲルマニウムに変換される量が計測された。この実験は太陽ニュートリノ問題の研究のために計画されたが、その解決後もモデルの予想よりも20%も少ない検出量しか得られない問題が「ガリウムアノマリー」と呼ばれ、ステライルニュートリノとの関連などの研究が続けられている。
人間の手のひらに固体のガリウムを乗せると体温で融け、融けたガリウムを別の容器などに移すと次第に固体に戻るため、融点に関する教材としての使い道がある。ただし、液体のガリウムは濡れ性が強く、手やガラスに付くと取れにくいので、取り扱いには注意を要する。

## 産出
ガリウムは自然界では単体としては存在せず、元素またはその化合物を抽出する一次原料としての高品位のガリウム鉱物もまた存在しない。地球の地殻には約 16.9 ppm 含まれている。ガリウムは、ボーキサイトの微量成分として抽出され、閃亜鉛鉱からも少量抽出される。石炭、ダイアスポア、ゲルマニウムに含まれるガリウムは無視できるほどの量である。石炭を燃焼した粉塵には、少量のガリウムが含まれる場合があるが、通常、重量にして1%以下である。ガリウムの含有量が比較的多い鉱石としてはナミビアのツメブで産するゲルマナイトが知られているが、それでも含有率はわずかに0.6%–0.7%程度である。

## 生産

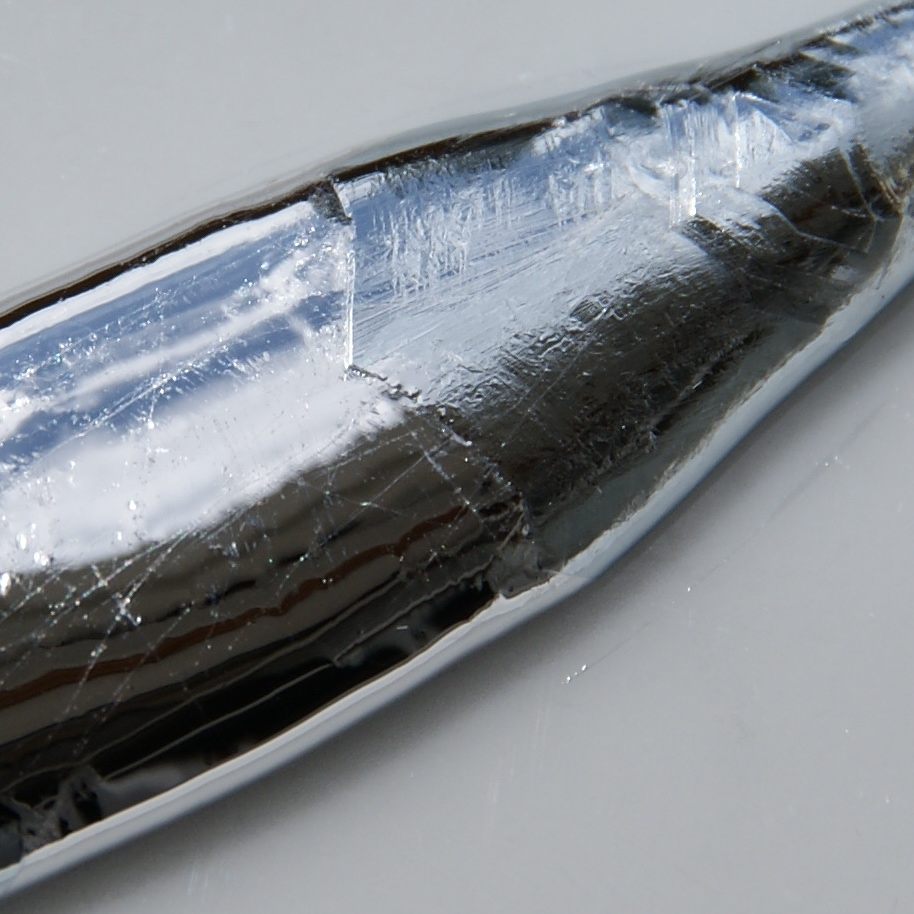
高純度のガリウム

ガリウムはアルミニウムや亜鉛を製錬する際の副産物として得られる。これらの2つの方法以外は経済的ではない。アルミニウム製錬での副産物として得るのが主流である。ボーキサイトからバイヤー法でアルミナを生産する際に、ここで得られるガリウムを含んだバイヤー液（アルミン酸ソーダ溶液）から、Ga2O3（酸化ガリウム(III)）を沈殿させた後で、水銀陰極を用いて電解還元し、ガリウムを得る方法などがある。ガリウム含有溶液には他の金属も含まれるため、それらと分離して精製する必要がある。半導体として使用する場合には、ゾーンメルト法でさらに純度を高めたり、チョクラルスキー法を使って、単結晶を得ることができる。通常、99.9999%の純度が達成され、商業的に広く利用されている。世界全体の生産量は、2006年のガリウムの生産量は234トンで、採掘からは100トン未満が得られ、残りは電子部品の製造工程でのスクラップなどからリサイクルされると推定される。世界全体のガリウム生産量の98%を中国が占める（2022年現在）。一方、日本はガリウムの最大の需要国であり、例えば2006年の日本のガリウム需要は168トンであり、これは世界の需要の約72%を占めている。また、日本でのスクラップ回収から得られる量は90トン以上と、大きな比率を占めている。